# Côte-de-l'Or portugaise
1482–1642
Entités suivantes :
- Côte-de-l'Or néerlandaise

La Côte-de-l'Or portugaise est le nom donné aux établissements coloniaux portugais fondés sur la Côte de l'Or du Golfe de Guinée, à partir du XVe siècle. Ces comptoirs commerciaux fortifiés, vestiges des itinéraires créés par les marins portugais à l'époque des grandes découvertes, s'étendent de nos jours le long des côtes du Ghana. 

## Histoire

### Intérêt commercial de la Côte de l'Or
Au XVe siècle, le Royaume de Portugal tente de concurrencer les circuits sahariens et soudanais de l'or. Alors commence le détournement du commerce saharien au profit des comptoirs portugais : « caravelles contre caravanes ». Premiers navigateurs européens à longer les côtes africaines, les portugais à la recherche des zones de production d'or, fondent Axim et São Jorge da Mina en 1482.
Dès le XVe siècle, l'extraction de l'or est en plein essor dans la région, si bien que les portugais donnent son nom à la Côte de l'Or. Au début du XVIe siècle, une de leurs cartes dresse la liste des commerçants provenant de l'intérieur du territoire et rejoignant Elmina. Parmi ceux-ci se trouent de nombreux marchands des États intérieurs tels que les Adansi, les Begho, les Bono ou encore les marchands de Techiman. Les portugais dénombrent également sept autres royaumes, potentiellement Guan, dont le Tafo, dans l'actuel Kumasi, qui est considéré par les Portugais comme l'un des plus importants centres de production d'or de la région.
Les marchands échangent l'or contre des esclaves qui permettent de renforcer la main d'oeuvre des États intérieurs occupés à défricher la forêt pour augmenter les parcelles de terres cultivables. Entre 1500 et 1535, une estimation du nombre d'esclaves échangés s'élève de 10.000 à 12.000 pour le fort d'Elmina, sans tenir compte du commerce effectué avec les contrebandiers ou les piroguiers. 

### L'évolution des forts de la Côte de l'Or dans la seconde moitié duXVIIesiècle
Même s'ils furent au XVIIIe siècle recyclés pour servir essentiellement à la traite négrière, les forts africains de la Côte de l'Or furent, dans un premier temps, organisés par les Européens pour réduire au maximum le temps des expéditions commerciales, et ainsi le risque des maladies tropicales. La communauté marchande reste marquée par le souvenir d'une expédition de commerçants anglais qui, en 1553, avaient perdu une centaine d’hommes sur 140, et dû abandonner deux de leurs navires par manque de marins.
Les navires pouvaient charger les marchandises pour le voyage de retour, mais aussi l'eau douce, et le jus de citron, pour lutter contre le scorbut, sans avoir à accoster, directement à partir des entrepôts et citernes, construits en surplomb pour cela, permettant un demi-tour sûr et rapide de l’expédition. Le fort, organisé comme un château féodal, était par ailleurs abrité des moustiques porteurs de paludisme et de fièvre jaune, et permettait une escale pour des soins et des réparations. Dans le fort hollandais d'Elmina, en 1646, le gouverneur était intéressé aux ventes de jus de citron. Son succès, depuis l'installation hollandaise de 1637, a inspiré les autres pays européens dans les décennies suivante. En juin 1641, les derniers Portugais du Fort Saint-Antoine d'Axim se rendirent au Général Ruychaver, en promettant qu'ils « ne reçoivent plus rien de la part des Portugais», la garnison s'était réfugiée chez les Encasser africains, pour mener pendant six mois une guérilla contre les Hollandais, avant de fuir en août 1641 sur un vaisseau anglais.
Les forts hollandais de la côte africaine, véritables entreprises polyvalentes avec ateliers et cultures, employaient 223 Engagés Blancs et près de 600 esclaves (491 hommes et 239 femmes et enfants), dont 183 pour celui d'Elmina, et 156 pour Fort d'Axim, le reste se répartissant dans d'autres forts annexes.
Au milieu du siècle, l'Europe connait une "famine monétaire", car l'afflux d'argent métal de la mine géante du Potosi péruvien a commencé à se tarir, lentement dans les années 1620 puis rapidement,. L'or africain, qui était éclipsé partiellement par l'argent péruvien depuis un demi-siècle, est alors extrêmement recherché, d'autant que les réserves monétaires ont été vidées par le prolongement de la guerre de Trente Ans, effectuée essentiellement par des mercenaires. C'est la raison de l'accumulation dans la seconde moitié du XVIIe siècle, sur 450 kilomètres de la Côte de l'Or (actuel Ghana), d'une centaine postes de traite (châteaux, forts et postes moins importants), entremêlés, parfois en alternance d'une nation à l'autre, presque régulière le long du rivage, dont une douzaine suédois et danois, grands et petits.
Au-delà, au contraire, sur la future "côte des Esclaves", une longue succession de lagunes et de marécages, n'avait pas encore un seul établissement européen permanent. Le fait que ces pays aient voulu rapidement concurrencer la Hollande dans la recherche d'or en Afrique et d'épices dans l’océan Indien s'est ajouté à l'émergence de leurs opérations commerciales en Amérique, dès les années 1630 pour les Anglais et Français, la décennie suivante pour les Suédois et Danois du Brandebourg. Lorsque le Duché de Courlande a par exemple décidé de coloniser Tobago, sa compagnie a entretenu un fort en Gambie. Les plupart des forts de la Côte-de-l'Or, mal implantés et sans préparation sérieuse, ont été abandonnés ou ont changé de propriétaire rapidement. 
Ces forts importaient quelques esclaves qui servent à transporter les marchandises, parfois lourdes, échangés contre de l'or, notamment le fer et le cuivre dont la Scandinavie est alors excédentaire. Mais au départ ils n'en exportent pas, sauf prélèvement exceptionnel sur leur main-d'œuvre, faute de filière locale. Le premier poste de traite négrière portugais, sur l’île saharienne d’Arguin, 2000 kilomètres plus au Nord, n’est jamais devenu important , mais c'est vers lui qu'en 1518, un négociant portugais en or avait dû se tourner pour obtenir une quarantaine de jeunes esclaves à utiliser comme transporteurs . 
Anxieux d'obtenir de l'or des Africains de la Côte de l'Or, les Portugais, puis les Hollandais, ont d'abord au XVIe siècle l'interdiction formelle de les réduire en esclavage. Mais les politiques discordantes des occupants, ou de leurs alliés locaux, augmentèrent par ailleurs considérablement le risque d’attaque contre chaque garnison, mais aussi de conflits inter-africains . Les populations locales découvrirent que des fusils et des munitions pouvaient leur être délivrés, pour voler des marchandises tout en pouvant, en cas de rétorsion, trouver refuge sous la protection des murs et du canon du Fort. 
Quand la croissance de l'économie sucrière se fait moins forte dans les années 1650, les rivalités s'aiguisent. La plupart des marchands qui vont alors se tourner vers le trafic négrier, en ajoutant quelques esclaves, voire quelques dizaines, à condition d'avoir encore de la place sur le bateau, n'ont pas les moyens d'entretenir un fort, et ce sont des compagnies spécialisées qui tenteront d'effectuer cette transition dans les années 1670 en jouant le rôle de grossistes. Les années 1660 et la décennie suivante voient une évolution importante de la Côte-de-l'Or, sous l'impulsion des Britanniques , qui y investissent sur le plan militaire et s'emparent de nombreux forts des autres nations, mais acceptent ceux pris par les Danois, avec qui ils ont des liens d'affaires dans l'île antillaise britannique de la Barbade. L'Angleterre et la Hollande étant en guerre entre 1665 et 1667, qui a pour principal enjeu la maîtrise des principales routes commerciales maritimes, conclue par le traité de Bréda le 31 juillet 1667, chacun à son tour envoye des expéditions navales à laquelle tout fort de simple résistance moyenne a cédé après peu ou pas de résistance.